# José Marcos
José João dos Santos Marcos (ur. 17 sierpnia 1949 w Monte Perobolço) – portugalski duchowny rzymskokatolicki, biskup diecezji Beja w latach 2016–2024.

## Życiorys
Święcenia kapłańskie otrzymał 23 czerwca 1974 z rąk kardynała António Ribeiro. Inkardynowany do Patriarchatu Lizbony, przez kilkanaście lat pracował jako proboszcz. W 1995 został ojcem duchownym lizbońskiego seminarium Chrystusa Króla, a w 2001 rozpoczął pracę w tym charakterze także w stołecznym seminarium Redemptoris Mater.
10 października 2014 papież Franciszek mianował go biskupem koadiutorem diecezji Beja. Sakry udzielił mu 23 listopada 2014 patriarcha Lizbony – arcybiskup Manuel Clemente. Rządy w diecezji objął 3 listopada 2016, po przejściu poprzednika na emeryturę.
21 marca 2024 papież przyjął jego rezygnację z pełnionego urzędu.